# 3-Benzoxepin
3-Benzoxepin ist ein anelliertes Ringsystem aus einem aromatischen Benzolring und dem nicht-aromatischen, ungesättigten sauerstoffhaltigen siebengliedrigen Heterocyclus Oxepin, dessen Synthese von Karl Dimroth und Mitarbeitern im Jahr 1961 berichtet wurde.

## Vorkommen
3-Benzoxepin kommt nicht natürlich vor, sein bicyclisches Ringsystem findet sich aber in den Naturstoffen Perilloxin (I) aus Perilla (Perilla frutescens), Acuta und Tenual (II) bzw. Tenucarb (III) aus Asphodeline tenuior.

## Darstellung
Bei der Darstellung von unsubstituiertem 3-Benzoxepin nach Karl Dimroth wird in einer doppelten Wittig-Reaktion Phthalaldehyd mit Bis(α,α′-triphenylphosphonium)dimethyletherdibromid, – aus α,α′-Dibromdimethylether [Bis(brommethyl)ether (BBME), zugänglich aus Bromwasserstoffsäure und Paraformaldehyd in 97%iger Ausbeute] und Triphenylphosphin – mit Natriummethanolat in trockenem Methanol in 55%iger Ausbeute erhalten.
UV-Bestrahlung von Naphthalinderivaten, wie z. B. 1,4-Epoxy-1,4-dihydronaphthalin
oder Photooxidation von 1,4-Dihydronaphthalin und anschließende Pyrolyse  des entstehenden Hydroperoxids.
liefert ebenfalls in geringen Mengen (Ausbeuten 4–6 %) 3-Benzoxepin.

## Eigenschaften
3-Benzoxepin ist ein in zitronengelben Blättchen kristallisierender Feststoff, der Naphthalin in Geruch und leichter Sublimierbarkeit ähnelt. Die Substanz löst sich in unpolaren organischen Lösungsmitteln und kann wie Naphthalin durch Sublimation gereinigt werden.
3-Benzoxepin ist relativ säurestabil; erst beim Kochen mit konzentrierter alkoholischer Salzsäure entsteht ein ungesättigter Aldehyd, bei dem es sich wahrscheinlich um Inden-3-aldehyd handelt. Die katalytische Hydrierung mit Palladium liefert 1,2,4,5-Tetrahydro-3-benzoxepin.
Chlor und Brom werden zu undefinierten Dihalogeniden addiert, aus denen durch Zinkstaubdestillation 3-Benzoxepin zurückerhalten wird.